# Pietra filosofale

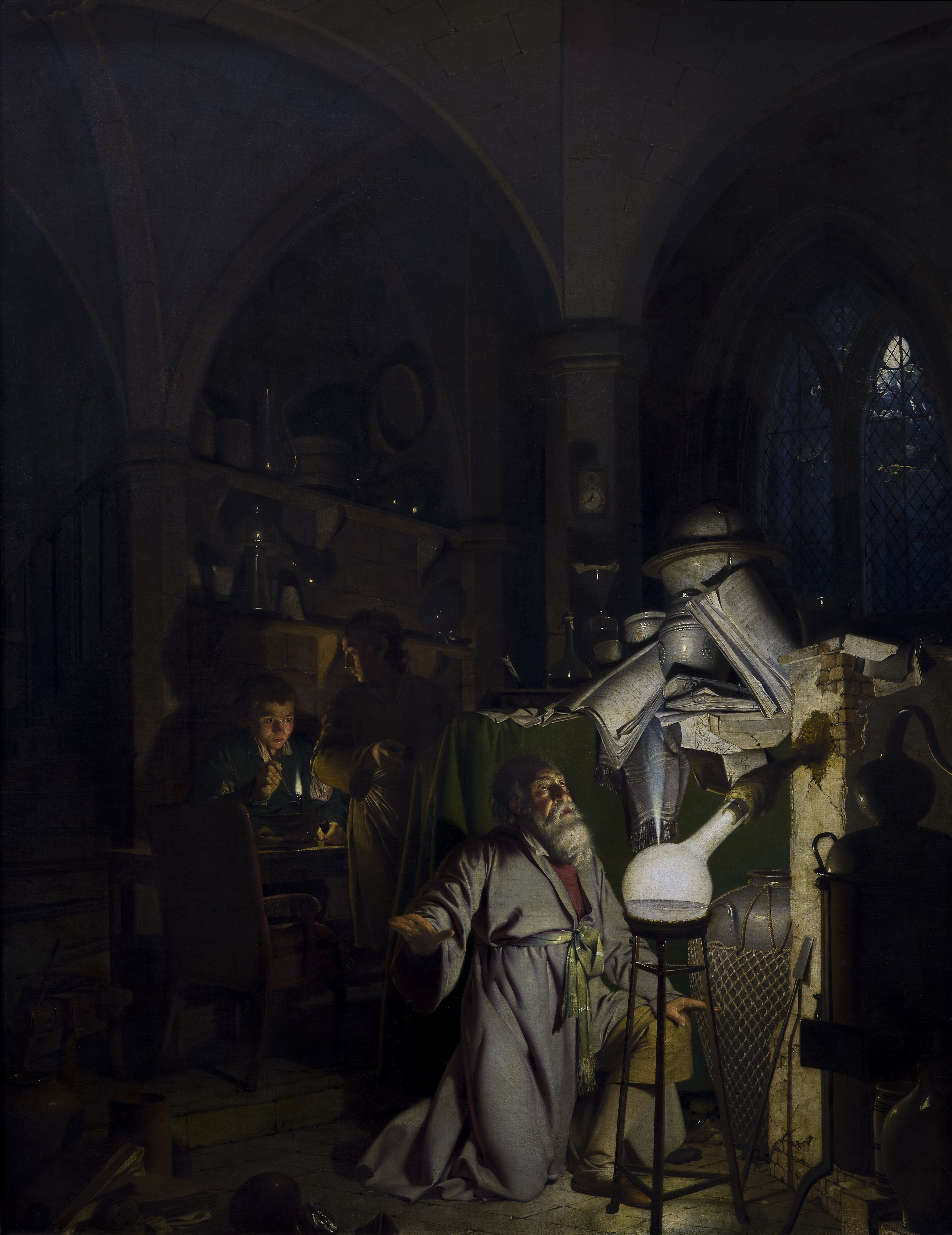
Alchimista in cerca della pietra filosofale che scopre il fosforo, dipinto di Joseph Wright of Derby (1795)

La pietra filosofale o pietra dei filosofi (in latino lapis philosophorum) è, per eccellenza, la sostanza catalizzatrice simbolo dell'alchimia, capace di risanare la corruzione della materia.

## Proprietà

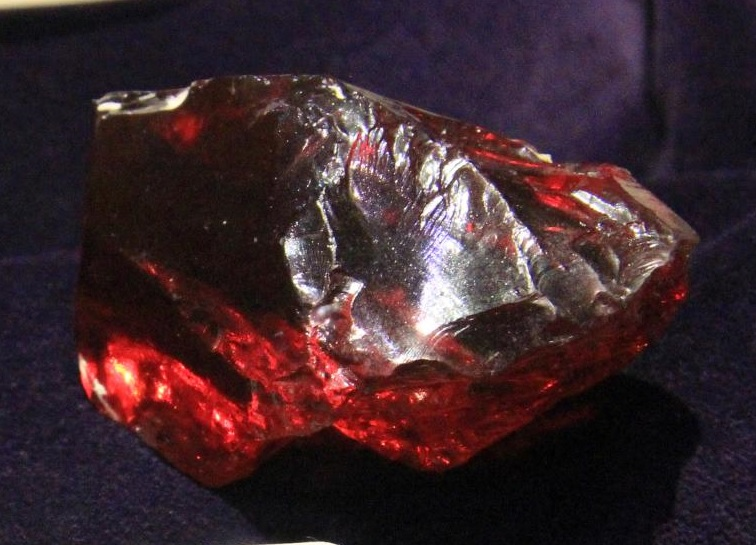
Ricostruzione ad uso cinematografico della pietra filosofale: secondo la tradizione, se la pietra è rossa ha il potere di trasformare i metalli in oro, grazie al semplice tocco; se bianca in argento.

La pietra filosofale sarebbe dotata di tre proprietà straordinarie:
1. Fornire un elisir di lunga vita in grado di conferire l'immortalità, costituendo la panacea universale per qualsiasi malattia;
2. Far acquisire l'onniscienza, ovvero la conoscenza assoluta del passato e del futuro, del bene e del male, secondo un'accezione che contribuisce a spiegare l'attributo di "filosofale";
3. La possibilità infine di trasmutare in oro i metalli vili, proprietà che ha colpito maggiormente l'avidità popolare.

Il "triplo potere" della pietra filosofale avrebbe valore iniziatico; essendo considerato l'oro un metallo "immortale", capire come produrlo a partire da metalli vili significa sapere come rendere immortale un corpo mortale. Lo scopo della pietra era quindi trasmutare l'alchimista stesso, che ingerendola avrebbe ridestato la propria anima alla veggenza, ascendendo al soprannaturale.
L'oro inoltre è simile alla luce che è simile allo spirito. Convertire tutti i metalli in oro significa perciò trasformare la materialità in spirito. Molte leggende tuttavia, attribuiscono a tale elemento altre proprietà, o ne sottraggono alcune. Alcune speculano anche sul fatto che l'elemento in realtà non debba essere forzatamente solido e che esso sia una polvere rossa molto densa o addirittura un materiale giallastro simile all'ambra.
Ciò non vuol dire che la pietra filosofale fosse l'oggetto di semplici leggende, di visioni utopiche, o di desideri avidi: l'alchimista, anzi, era tenuto a raggiungere un elevato livello di moralità, condizione indispensabile per la riuscita della sua Opera, che gli impediva di arricchirsene a fini egoistici. L'oro, piuttosto, era ricercato soprattutto per essere utilizzato come catalizzatore nelle reazioni chimiche, cioè per portare a termine le trasformazioni, essendo apprezzato da sempre come l'unico metallo conosciuto in grado di restare inalterabile nel tempo. 

### Contesto filosofico

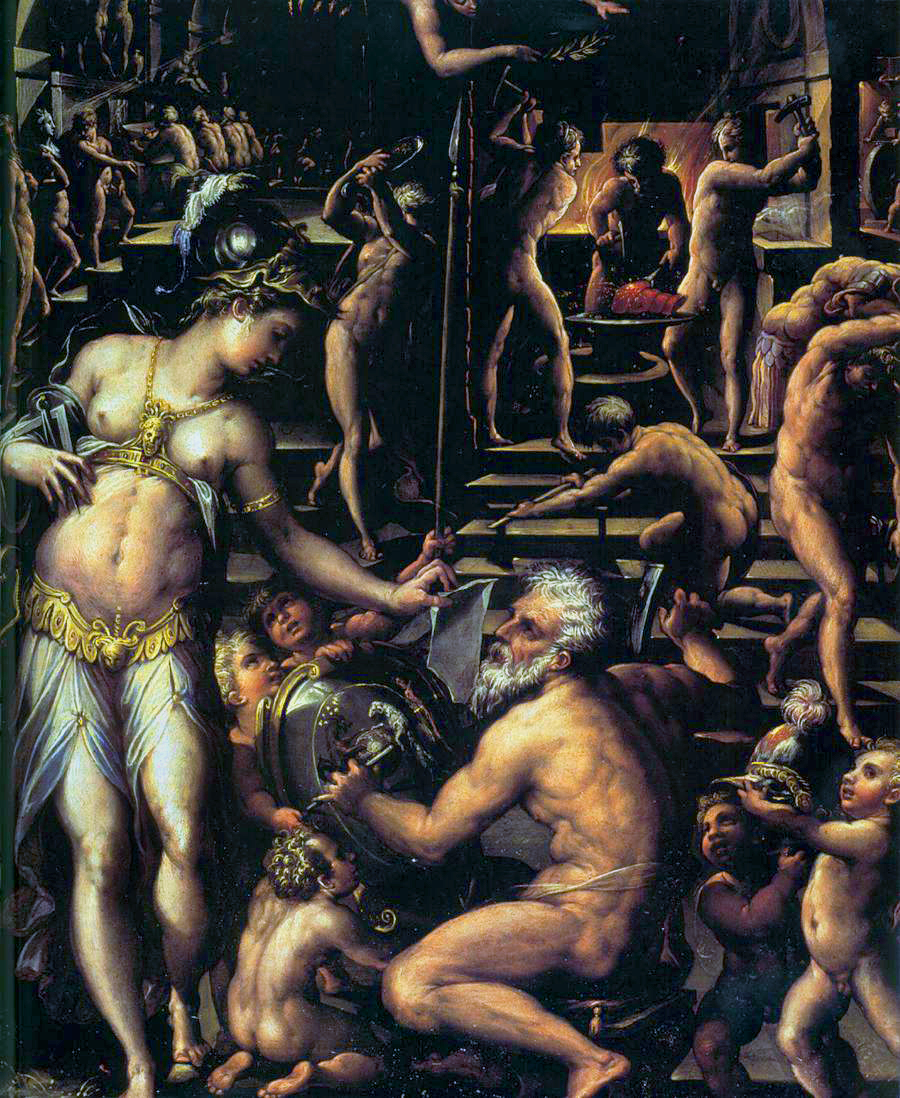
La fucina di Vulcano (opera del Vasari) signore dei metalli, conoscitore dei loro segreti e della loro evoluzione.

Il valore attribuito all'oro aveva origine da antiche dottrine confluite nella filosofia neoplatonica, la quale riconduceva all'Uno la molteplicità dell'universo, deducendone che tutti gli elementi risultassero composti della stessa sostanza aurea primordiale, identica in ognuno di essi ma presente in proporzioni diverse. Per riportarli alla loro purezza originaria appariva lecito variare tali proporzioni con l'intervento di un agente catalizzatore. Quell'etere, o «quintessenza», era secondo gli alchimisti il composto principale della pietra filosofale, la cui maggiore o minore presenza era ciò che determinava appunto la varietà e le mutazioni della materia.
Il lapis philosophorum o «quintessenza» sarebbe risultato in particolare dalla sintesi di due polarità contrapposte, quali il mercurio, associato all'aspetto passivo e lunare dell'etere, e lo zolfo, associato al lato attivo e solare dello spirito.
Tutta la natura, secondo il platonismo, essendo vitalizzata dalle Idee, risultava intimamente popolata da energie e forze arcane, celate nell'oscurità della materia, che era compito del filosofo risvegliare. Il dualismo tra spirito e materia si rifletteva nella corrispondenza tra macrocosmo e microcosmo, tra l'officina esteriore e il laboratorio interiore, dando luogo ad un'analogia recondita tra la possibilità di un'evoluzione personale dell'alchimista, e la convinzione che tutti i metalli presenti nelle viscere della terra fossero destinati a ridiventare oro:
(Tommaso d'Aquino, Trattato sulla pietra filosofale, cap. III)

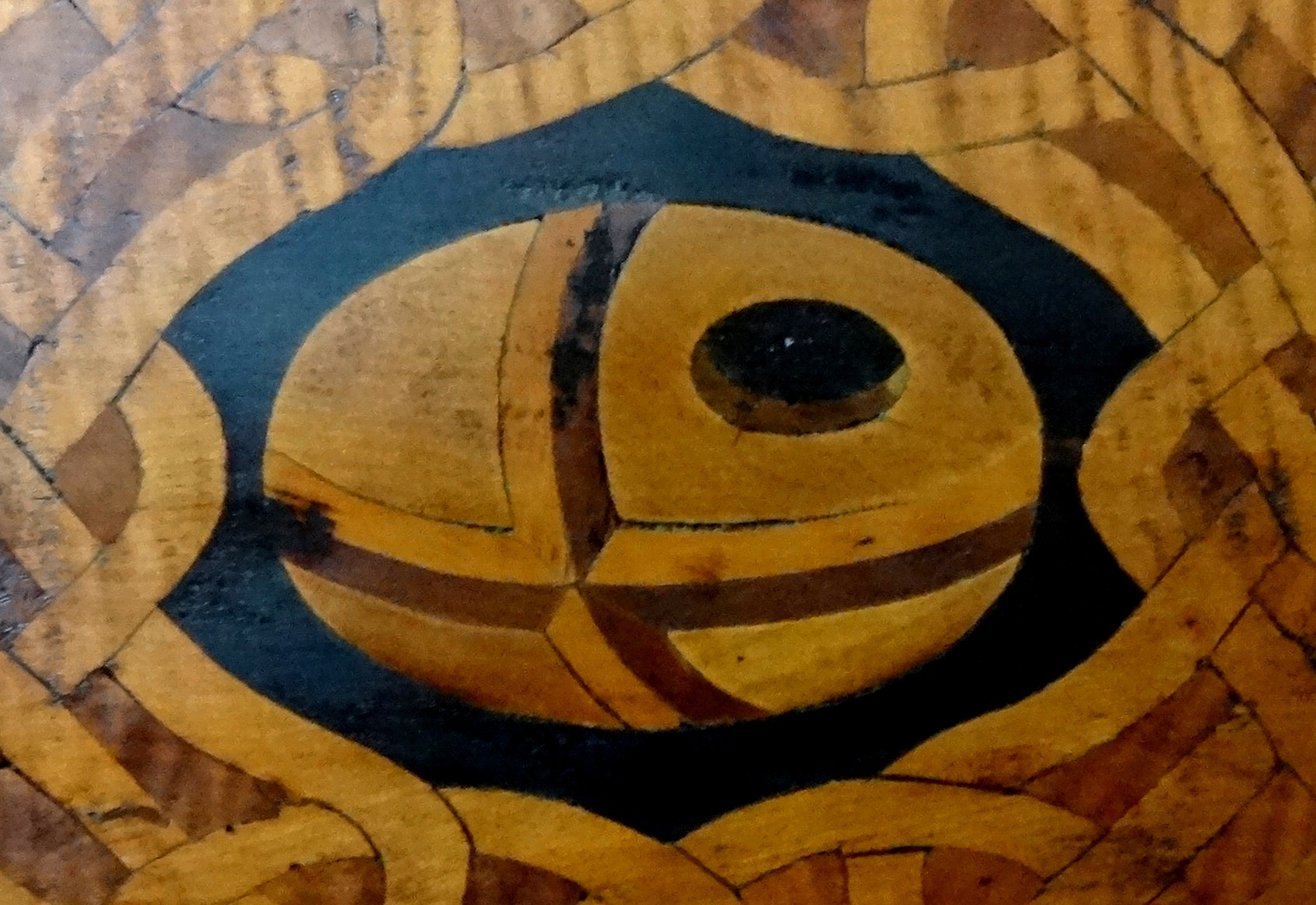
La pietra filosofale è descritta anche come un uovo, spesso di consistenza vitrea, i cui componenti, guscio, albume e tuorlo, corrispondono ai tre ingredienti alchemici sale, mercurio e zolfo.

Realizzando la pietra, dunque, l'alchimista semplicemente accelerava il percorso naturale, intervenendo attraverso le opportune trasmutazioni, combinazioni di calore, ed eliminazione delle scorie.
(Tommaso d'Aquino, Trattato sulla pietra filosofale, cap. VI)
Oltre al neoplatonismo, il sostrato filosofico sotteso alla pietra filosofale è la concezione aristotelica per cui la materia possiede un suo modo specifico di evolversi, una tendenza a mettere in atto la propria essenza, prescindendo dai meccanismi agenti dall'esterno di natura accidentale. È proprio nel raggiungimento dell'essenza, e nella contemporanea rimozione degli aspetti accidentali, che interviene l'azione della pietra filosofale:
(Tommaso d'Aquino, Trattato sulla pietra filosofale, cap. IV)

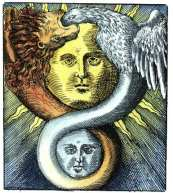
Illustrazione xilografata da Azoth del monaco benedettino Basilius Valentinus (1613), dove l'inizio e la fine costituiscono un circolo.

Occorre cioè dapprima disciogliere e scomporre i diversi elementi materiali nella loro sostanza originaria, qui intesa come Acqua remota, per poi ricomporli nuovamente in una sintesi superiore: solve et coagula era appunto il motto degli alchimisti. Tale sostrato universale consiste nella linfa vitale dell'Anima del mondo, che permea di sé ogni elemento della realtà, ed è altrimenti detta Azoth, acronimo cabbalistico di 4 lettere (A-Z-Ω-Th), simbolizzante il mercurio. L'Azoth etereo, sinonimo della vita e dell'umido, andava quindi permeato degli influssi ignei delle stelle perché si realizzassero le nozze chimiche che danno luogo alla pietra filosofale. A tal fine, pare si dovesse adoperare un forno speciale denominato athanor.

## Storia

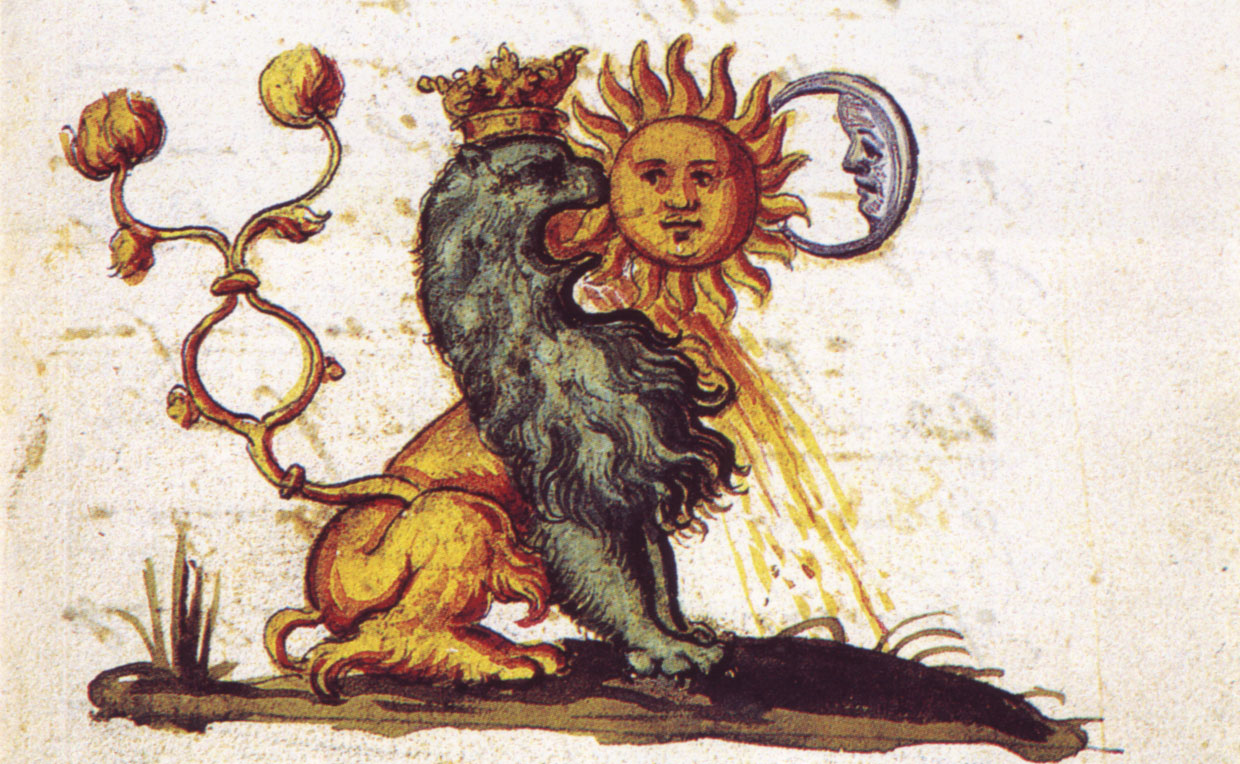
Il Leone, emblema di Cristo, nell'atto di divorare il Sole simboleggia la capacità di estrarre dalla materia le sue qualità primarie per poterle ricomporre.

Il concetto sembra aver origine dalle teorie dell'alchimista musulmano Jabir ibn Hayyan. Egli analizzò ciascuno dei quattro elementi aristotelici (fuoco, acqua, terra, aria) nei termini delle quattro qualità di base: caldo, freddo, secco e umido. Secondo questo schema, il fuoco era caldo e secco, la terra fredda e secca, l'acqua fredda e umida, e l'aria calda e umida. Teorizzò inoltre che ogni metallo fosse una combinazione di questi quattro principi, contrapposti a coppie, e spesso presenti in quantità più o meno variabile: l'oro, metallo perfetto, scaturiva da una loro sintesi armonica.
Le dottrine alchemiche elaborate dagli Arabi si diffusero in seguito attraverso la Spagna permeando il Medioevo cristiano: la pietra filosofale venne allora assimilata a Cristo, disceso tra gli uomini nel mondo della materia per trasmutarla attraverso la sua Morte e Risurrezione, e consentire la rinascita spirituale dell'umanità. In ambito ermetico fu anche identificata con il sacro Graal.
Tra gli esponenti medievali della scolastica, Ruggero Bacone descrisse dettagliatamente l'uovo filosofico come un sinonimo della pietra. Celebre cultore dell'alchimia fu Alberto Magno, autore di diversi scritti su quest'argomento, e maestro di Tommaso d'Aquino, al quale è attribuito a sua volta un Trattato della pietra filosofale. Tommaso vi descrisse vari procedimenti per ottenerla, come quelli di calcinazione e distillazione:
(Tommaso d'Aquino, Trattato sulla pietra filosofale, cap. IV)

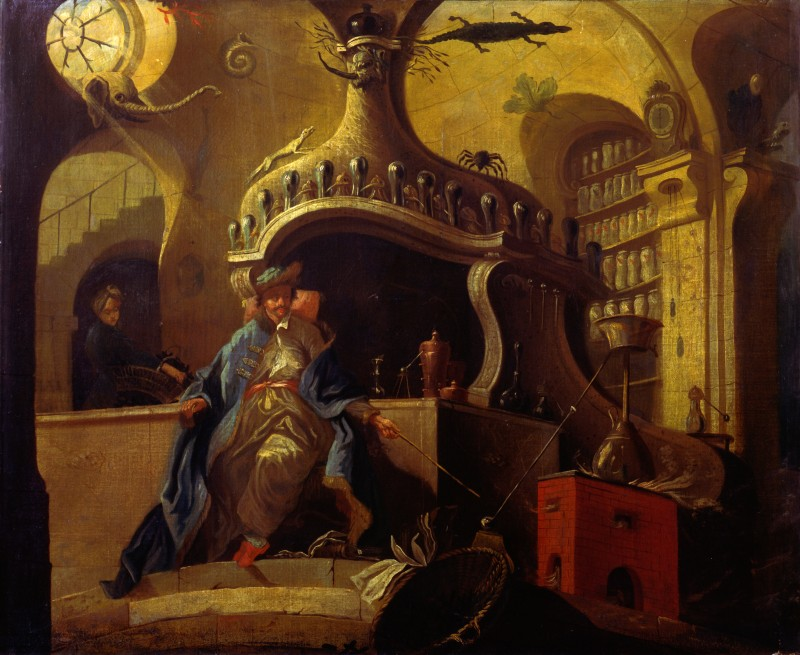
Lo studio dell'alchimista, scuola veneziana (XVIIII secolo)

Per secoli e secoli alchimisti e scienziati continuarono a rivolgere tutti i loro sforzi alla ricerca della pietra, specialmente durante il Rinascimento. Nel Liber de arte chymica, attribuito a Marsilio Ficino, si sostiene che la pietra consta di due parti: una è il Sole terrestre, cioè l'oro, dato che il simile può nascere solo dal simile, l'altra il mercurio, per la sua capacità di sciogliere i corpi, e di permearli in profondità. Se Cristo fu assimilato all'oro, oppure allo Zolfo, Maria fu accostata al Mercurio filosofico, in quanto minerale vergine: 
(Marsilio Ficino, Liber de arte chymica, cap. 6)
Sempre nel Rinascimento, l'alchimista svizzero Paracelso riteneva possibile la realizzazione della pietra filosofale e di un elisir di lunga vita a partire dall'Alkahest, da lui considerato un solvente universale dal quale deriverebbero tutti gli altri elementi.
A numerosi personaggi fu attribuita la scoperta della pietra filosofale, tra cui Nicolas Flamel, Federico Gualdi, il Conte di Saint-Germain, Giacomo Casanova. Alla corte dell'imperatore Rodolfo II, John Dee avrebbe operato una trasmutazione del piombo in oro di fronte a testimoni. Tra i vari trattati di carattere alchemico, il Mutus liber, o "libro senza parole", pubblicato nel XVIII secolo, forniva istruzioni in linguaggio simbolico per costruire una pietra filosofale, contenente un insieme di 15 illustrazioni.
Anche Cagliostro nel Settecento affermò di esserne in possesso, e di saper operare trasmutazioni dai metalli vili in oro. Tra il XVIII e il XIX secolo l'artigiano Christophe Bettally riconobbe un collegamento tra pietra filosofale e fuoco filosofico, che scalda senza azione meccanica dando origine allo spirito racchiuso nella sua essenza.

## Simbologie

Quadratura alchemica del cerchio, simbolo geometrico della pietra filosofale, illustrato in dettaglio nel trattato Atalanta fugiens di Michael Maier (1618), emblema XXI

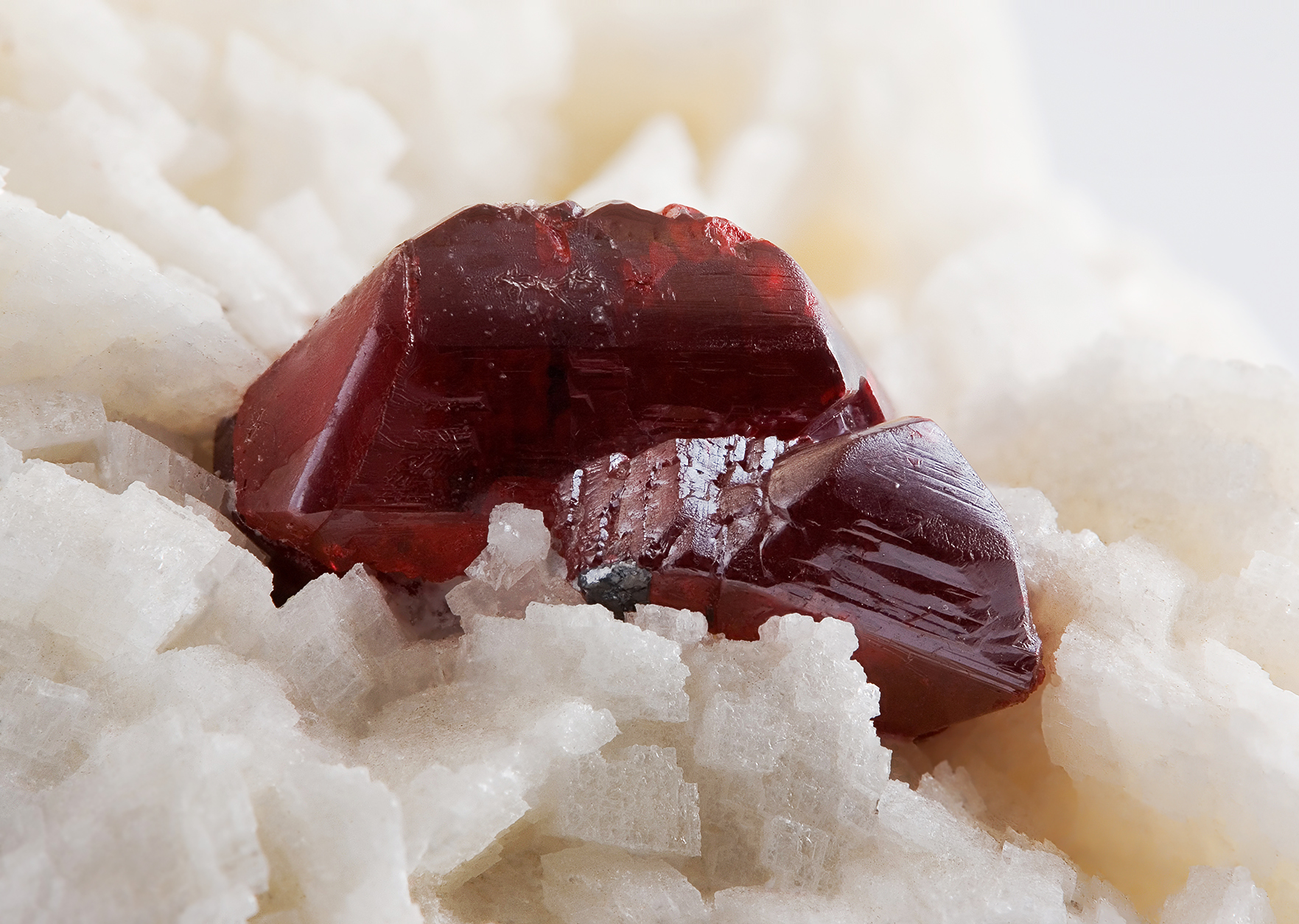
Il cinabro (solfuro di mercurio)

I riferimenti alla pietra filosofale potevano essere celati sotto numerosi simboli. In quanto unione degli opposti inconciliabili vi si alludeva in geometria con la quadratura del cerchio, ricorrendo a figure come un quadrato inscritto in un cerchio e un triangolo, oppure un quadrato sormontato da una croce, o ancora una piramide poggiata su un cubo a formare la «pietra cubica a punta».
La combinazione di zolfo e mercurio dà luogo chimicamente al cinabro, che si presenta come una pietra dal colore rosso vermiglione, usato in ambito medico e religioso, o per indorare oggetti.
Al di là delle sue valenze chimiche, la pietra filosofale poteva essere raffigurata anche sotto forma di uovo, per il suo significato cosmologico di ricettacolo e origine ancestrale della vita; dell'uroboro, cioè del serpente che si morde la coda e quindi della capacità di ricondurre ogni realtà al suo principio incorruttibile; o della fenice, che in maniera analoga risorge ciclicamente dalle sue ceneri.

## Influsso culturale
L'influsso culturale della pietra filosofale non è limitato alle sperimentazioni sulle proprietà fisiche degli elementi; ma si estende fino a diventare simbolo della trasformazione psicologica dell'individuo, della sua evoluzione in senso spirituale. Carl Gustav Jung, in particolare, vedeva nella pietra filosofale la metafora dello sviluppo psichico di ogni essere umano, la forza che lo spinge verso la propria identità attraverso una sempre maggiore differenziazione.

### Cultura di massa
- Nella serie di romanzi e film di Harry Potter, la pietra filosofale compare nel primo episodio a cui dà anche il titolo. Riapparirà in seguito anche nel secondo capitolo della saga prequel, Animali fantastici - I crimini di Grindelwald.
- Nell'Alchimista di Paulo Coelho, viene descritto un procedimento di trasformazione del piombo in oro.[33]
- La pietra filosofale, opera di Emanuel Schikaneder
- La pietra filosofale, film del 1958
- Alchimista che scopre il fosforo, dipinto di Joseph Wright of Derby
- Nell'anime e manga Fullmetal Alchemist, in molti sono alla ricerca della pietra filosofale, in grado di compiere trasmutazioni ignorando il principio dello scambio equivalente su cui si basa la serie (quello per cui per ottenere qualcosa bisogna dare in cambio qualcosa dello stesso valore).
- Shadow of Memories (o Shadow of Destiny) è un videogioco uscito in Europa nel marzo 2001 per PlayStation 2 e Microsoft Windows in cui l'intera vicenda ruota attorno alla pietra filosofale.
- Nella quarta stagione della serie TV Sleepy Hollow, la pietra filosofale è uno degli artefatti mistici su cui si concentrano le attenzioni dei protagonisti.
- Nella terza stagione della serie TV The Flash, la pietra filosofale è utilizzata da Savitar per fuggire dalla forza della velocità.
- Nella serie TV I Puffi, la formula per creare la pietra filosofale prevede, oltre mercurio e zolfo, sei puffi bolliti nel veleno di serpente.
- Appare nella serie animata Quasimodo, un libero adattamento del romanzo di Victor Hugo.
- Appare nel film horror Necropolis - La città dei morti. Scarlett è alla ricerca della pietra filosofale, ubicata, secondo la leggenda, nella tomba del creatore della stessa, Nicolas Flamel.